# Вестергольц
Вестергольц (нім. Westerholz) — громада в Німеччині, розташована в землі Шлезвіг-Гольштейн. Входить до складу району Шлезвіг-Фленсбург. Складова частина об'єднання громад Лангбалліг.
Площа — 14,74 км2. Населення становить 759 ос. (станом на 31 грудня 2020).

## Галерея

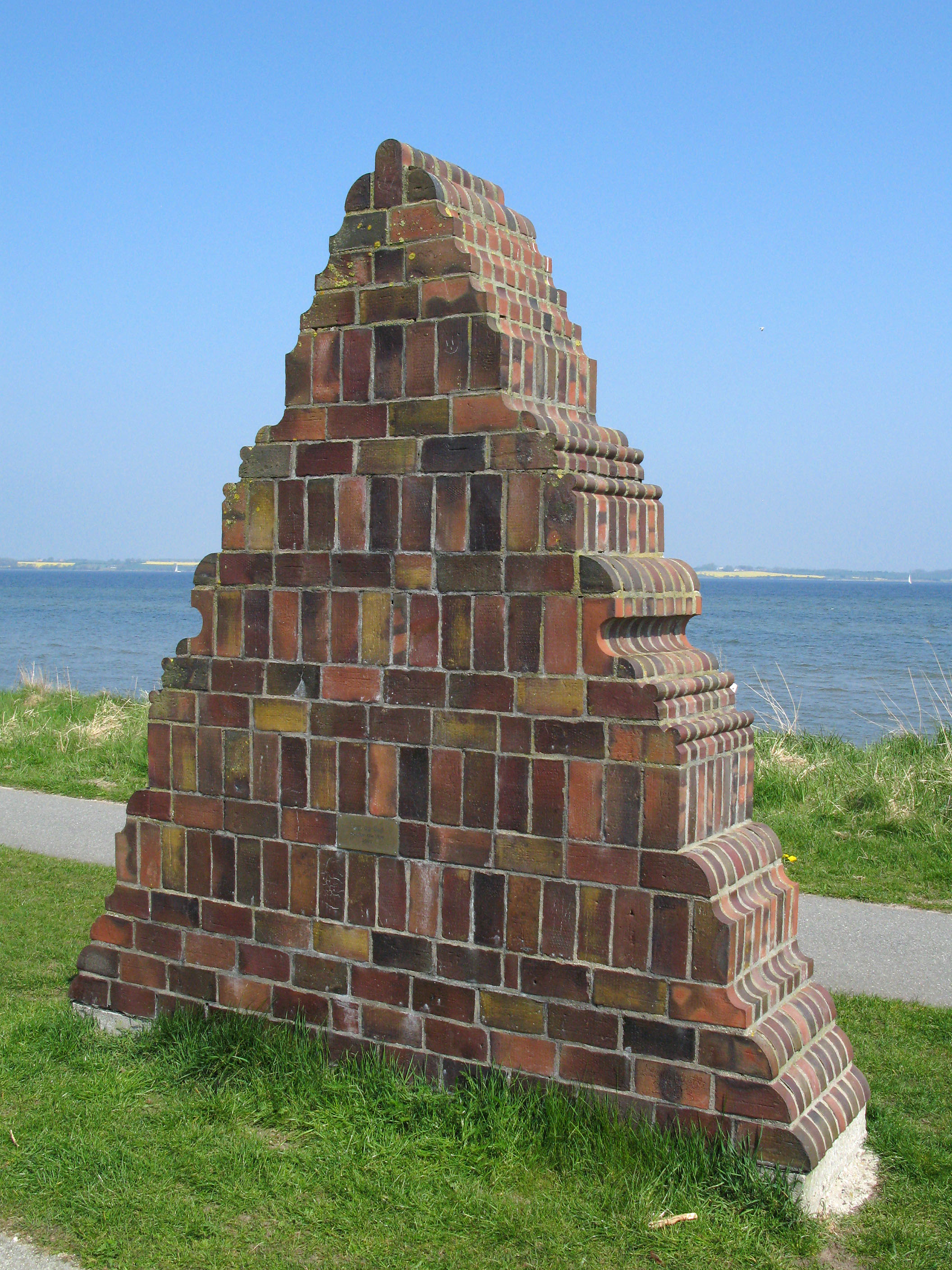
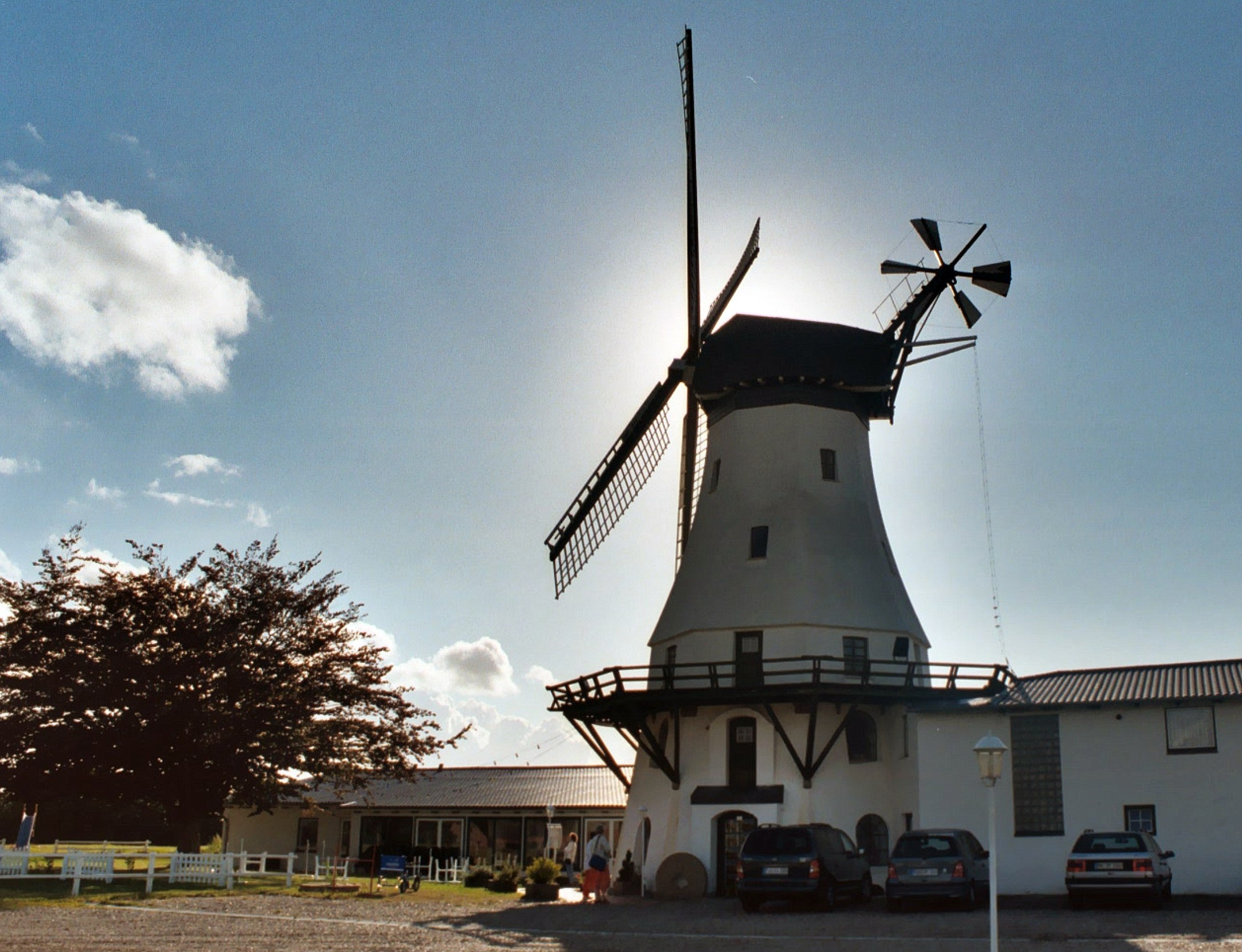